# Flemingia glutinosa
Flemingia glutinosa är en ärtväxtart som först beskrevs av David Prain, och fick sitt nu gällande namn av Yu e Tsung Wei och Shu Kang Lee. Flemingia glutinosa ingår i släktet Flemingia och familjen ärtväxter. Inga underarter finns listade i Catalogue of Life.